# Yusleinis Herrera
Yusleinis Herrera Álvarez (L'Avana, 12 marzo 1984) è una pallavolista cubana, nel ruolo schiacciatrice.

## Carriera

### Club
La carriera di Yusleinis Herrera inizia nei tornei amatoriali cubani, ai quali partecipa con la formazione del Ciudad Habana;
Osservate due annate di inattività per poter lasciare Cuba, nella stagione 2010-11 approda in Brasile, dove difende per due annate i colori del Minas di Belo Horizonte, club di Superliga; nella stagione 2012-13, pur restando nel medesimo campionato, passa al Praia Clube di Uberlândia, dove in due annate conquista altrettante volte il Campionato Mineiro.
Nel campionato 2014-15 firma col Nilüfer, club impegnato nella Voleybol 1. Ligi turca nel quale milita per due annate. Dopo una stagione di inattività, rientra in campo nel campionato 2017-18, partecipando alla Voleybol 1. Ligi, ora divenuta seconda divisione del campionato turco, col Manisa BB. Fa quindi ritorno nella Superliga Série A brasiliana nel campionato seguente, vestendo la maglia del Pinheiros.
Nella stagione 2019-20 è impegnata nella Divizia A1 rumena col il Târgoviște, mentre nella stagione seguente gioca nuovamente in Voleybol 1. Ligi con il Kalecik, conquistando la promozione in Sultanlar Ligi. In seguito prende brevemente parte alla Liga de Voleibol Superior Femenino 2021 con le Leonas de Ponce, partecipando ad appena due incontri, prima di sbarcare per la prima volta in Italia a difesa dei colori del Modica, in Serie A2, rescindendo il contratto col club prima della fine dell'annata.

### Nazionale
Nel 2001 fa la sua prima esperienza internazionale, partecipando con la selezione cubana under 20 al campionato mondiale di categoria.
Nel 2003 riceve le prime chiamate in nazionale maggiore, entrandovi stabilmente a partire dal 2007, quando vince la medaglia d'oro alla Coppa panamericana, ai XV Giochi panamericani ed al campionato nordamericano. Un anno dopo vince l'argento al World Grand Prix e partecipa ai Giochi della XXIX Olimpiade di Pechino, dopo i quali si ritira dalla nazionale.

## Palmarès

### Club
- Campionato Mineiro: 2

2012, 2013

### Nazionale (competizioni minori)
- Montreux Volley Masters 2007
- Coppa panamericana 2007
- Giochi panamericani 2007